# Biserica ortodoxă română „Sfântul Gheorghe” din Uzdin
Biserica „Sfântul Mare Mucenic Gheorghe” din Uzdin (în sârbă Храм светог Георгија у Уздину, cu alfabetul latin: Hram svetog Georgija u Uzdinu) este o biserică ortodoxă românească situată în satul Uzdin din Serbia, în apropierea orașului Covăcița, în districtul Banatul de Sud din provincia autonomă Voivodina. Ea aparține canonic Episcopiei Daciei Felix a Bisericii Ortodoxe Române și se află pe lista monumentelor culturale de importanță excepțională ale Republicii Serbia (ID nr. SK 1029).

## Istorie și arhitectură

### Context
Strămoșii sătenilor uzdineni au locuit în patru locuri înainte de a se muta pe amplasamentului actual al satului. Terenul anterior era unul mlăștinos, iar uzdinenii au înaintat la 15 iunie 1799 o cerere către Consiliul de Război al Curții Imperiale de la Viena (documentul se află astăzi în Arhiva „Kriegsarchiv” din Viena) în care au solicitat mutarea pe un teren mai înalt din apropierea localității lor: „Starea satului uzdinenilor, care dintotdeauna a fost foarte îngust și limitat, este determinată de faptul că întreg satul este așezat pe un teren mlăștinos… Pentru înlăturarea tuturor acestor neplăceri, comuna Uzdin și-a exprimat dorința de a se muta pe un teren mai înalt, chiar lângă localitatea lor. De asemenea, această comună ortodoxă ilirică are o biserică foarte sărăcăcioasă, din pământ bătut, în pericol de a se prăbuși… Ei doresc de aceea să poată să înceapă construcția unei noi biserici încă în anul acesta, după proiectul de plan C, ca numai după aceea să se poată muta pe locul nou ales…” Consiliul de Război al Curții Imperiale de la Viena a aprobat mutarea satului și construirea unei biserici pe noul teritoriu, susținând că noul lăcaș de cult ar trebui suficient de mare pentru populația satului și că ar trebui să se afle în mijlocul satului, deoarece „cei care merg la biserică să nu aibă un drum de făcut…”.

### Construirea bisericii
Biserica „Sfântul Gheorghe” din Uzdin a fost construită în stil baroc în perioada 1800-1801. Nava bisericii are formă dreptunghiulară și este prelungită în partea de est cu absida semicirculară a altarului. Fațada de pe latura de vest are un fronton sprijinit de pilaștri monumentali, este decorată cu stuc și conține mai multe nișe. Deasupra ei se află un turn clopotniță.
Potrivit calculelor anterioare, devizul de construcție era de 4.376 de florini și 31 de creițari, în timp ce fondurile parohiei erau de 3.114 de florini. Acoperirea diferenței urma să se facă prin alocarea de fonduri de către Consiliul de Război și prin prestarea de clacă de către enoriașii uzdineni. Reprezentanții comunei Uzdin i-au angajat pe zidarii Elsner și Gosalek din Panciova să construiască noua biserică, plătind suma de 5.004 de florini. Contractul, încheiat la 28 februarie 1800, prevedea încheierea lucrărilor până în octombrie 1801 și un termen de garanție de trei ani. Lucrările executate de meșterii zidari au fost însă defectuoase, astfel că la mai puțin de doi ani de la terminarea lucrărilor au apărut o serie de crăpături în zidurile bisericii. Consiliul de Război al Curții Imperiale de la Viena a impus remedierea problemelor, iar „întreaga clădire a fost predată în stare bună, pe încă trei ani de garanție”. Odată lucrările terminate, biserica din Uzdin a fost sfințită în 1804 de preotul Andrei Arsenovici, protopopul Panciovei.

### Importanța bisericii
Edificiul a fost avariat în urma incendiului din 30 august 1850, când au ars turnul și acoperișul din lemn. Lucrările de restaurare au fost efectuate în perioada 1882-1883: astfel, catapeteasma a fost renovată în 1882, iar turnul a fost reconstruit în anul 1883. Ziua de 23 octombrie 1883, când a fost montată crucea pe turnul bisericii, a fost o zi de mare sărbătoare pentru locuitorii satului, care au participat aproape în totalitate la acest eveniment. În același an a fost construit un gard din scânduri de brad în jurul bisericii, ce a fost înlocuit ulterior cu un gard din fier forjat.
Unul dintre slujitorii cei mai cunoscuți ai bisericii este preotul Traian Bojin, care a slujit timp de 36 de ani în prima jumătate a secolului al XX-lea. Preotul Bojin a înființat în 1922 corul „Doina”, care funcționează și în prezent, organizația misionară ortodoxă „Oastea Domnului” și primul centru parohial din Voivodina dotat cu o bibliotecă de carte românească și s-a ocupat de educația școlară a tinerilor. Un monument comemorativ (o stâncă de granit amplasată pe un obelisc) dedicat preotului-cărturar Traian Bojin a fost dezvelit la 29 iulie 2011, lângă Casa Românească din Uzdin, în prezența a câtorva zeci de oameni de cultură din Serbia și România. Statul român a finanțat până la sfârșitul celui de-al Doilea Război Mondial atât școala primară românească mixtă (până în 1941), cât și biserica românească din Uzdin (până în 1945), în calitate de obiective culturale ale comunității românești din Serbia. În sat a mai funcționat până la război și un institut românesc de economii și credit, Banca românească „Concordia”, înființat în 1893 și desființat în 1941.
Biserica românească din Uzdin a fost considerată monument cultural prin decizia nr. 3 din 6 aprilie 1961 a Institutului Provincial pentru Protecția Monumentelor Culturale din Novi Sad, confirmată prin decizia nr. 02-394/2-71 din 12 iunie 1971 a aceluiași institut. În baza acestor decizii, a fost inclusă la 22 decembrie 1993 pe lista monumentelor culturale de importanță excepțională ale Republicii Serbia (ID nr. SK 1029).
În prezent, ea este un important centru cultural al românilor din Voivodina.

## Pictura bisericii
Iconostasul este format din 69 de icoane de dimensiuni mici, pictate în perioada 1833-1836 de pictorul bănățean sârb Konstantin Danil (Constantin Daniel); icoanele se înscriu prin tematica și aranjamentul lor neobișnuit în tradiția iconografică din secolul al XVIII-lea și nu au fost deteriorate de incendiul din 1850. Aceste icoane, împreună cu alte trei icoane (icoana Maicii Domnului și icoanele de pe tronul arhieresc), constituie cel mai mare set de picturi religioase ale artistului Danil, deși ele nu pot fi considerate capodoperele sale.
Pereții bisericii au fost pictați în frescă în anul 1908 de artistul Ioan Zaicu (1868-1914), ucenicul pictorului român bănățean Filip Matei (1853-1940). Ioan Zaicu și ajutoarele sale au pictat șapte icoane pe bolta bisericii: Dumnezeu Savaot între cei patru evangheliști, Iisus hrănește poporul cu cinci pâini și doi pești, Vindecarea orbului, Furtuna pe mare, Pescuitul miraculos, Bunul Samaritean și Sfântul Ioan Botezătorul. O replică a picturii murale Bunul Samaritean, mai bine realizată din punct de vedere artistic, se află în Biserica Sfântul Ilie din Timișoara.

## Obiecte de patrimoniu
În arhiva bisericii se află un manuscris în limba română intitulat Protocolul morților, care datează din 1779 și conține la pagina 2 o însemnare făcută în 1833 de Nestor Onciul cu privire la întemeierea localității Uzdin de către țăranii români.

## Legături externe
- „Румунска православна црква (Rumunska pravoslavna crkva Uzdin)”. spomenicikulture.mi.sanu.ac.rs (în sârbă). Academia Sârbă de Științe și Arte. Accesat în 2 aprilie 2017.